# Koryczany
Koryczany ist eine Ortschaft mit einem Schulzenamt der Landgemeinde Żarnowiec im Powiat Zawierciański der Woiwodschaft Schlesien in Polen.

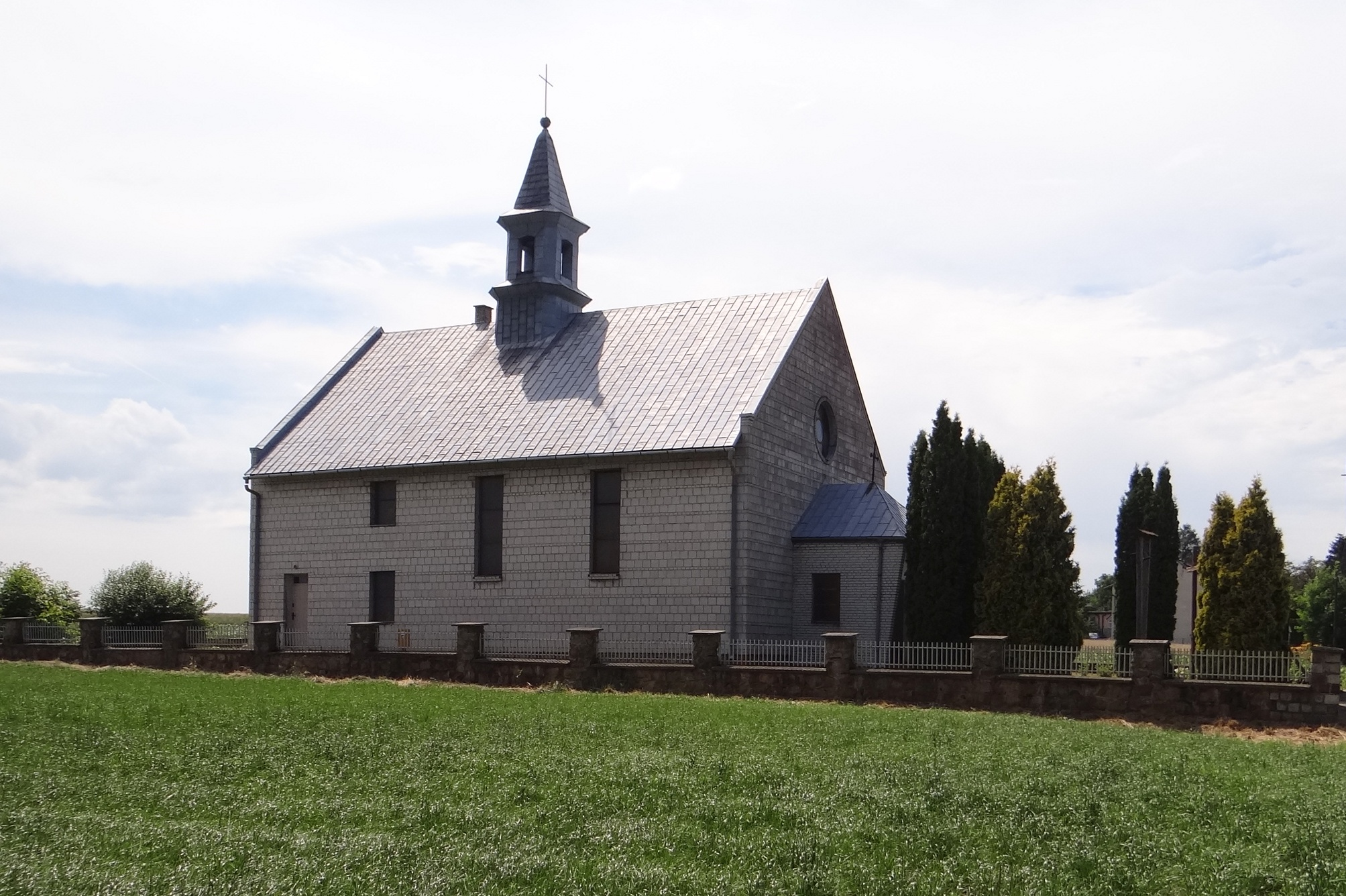
Filialkirche von Zawiercie in Koryczany

## Geographie
Der Ort ist die östlichste Ortschaft des Powiats Zawiercie sowie der Woiwodschaft Schlesien und liegt im Dreiländereck mit den Woiwodschaften Heiligkreuz (Ort Przełaj im Norden) und Kleinpolen (Karczowice im Osten und Kępie im Süden). Katowice liegt 70 Kilometer südwestlich, 50 km südlich ist Krakau und 65 km nordwestlich Kielce.

## Geschichte
Um die Mitte des 14. Jahrhunderts wurden zwei Fälschungen geschrieben, angeblich aus den Jahren 1257 und 1262, die über Coricane und Corichani schrieben. Diese Dokumente sind jedoch älter als die nächste Erwähnung von Korycziany aus dem Jahr 1393. Der Ortsname, ursprünglich Koryciany, ist vom Appellativ koryto [rzeki] (Flussbett) mit dem Suffix -any (Bewohner von) abgeleitet.
Administrativ gehörte das Dorf der Pfarrei von Żarnowiec zu dem Kreis Kraków und später dem Kreis Książ der Woiwodschaft Krakau im Königreich Polen (ab 1569 Adelsrepublik Polen-Litauen).
Bei der dritten Teilung Polens wurde Koryczany 1795 Teil des habsburgischen Kaiserreichs und lag einige Kilometer östlich des preußischen Neuschlesiens. In den Jahren 1807–1815 gehörte das Dorf zum Herzogtum Warschau, 1815 bis 1918 wurde es Teil des russisch beherrschten Kongresspolens.
Nach dem Ende des Ersten Weltkriegs kam Koryczany zu Polen, Powiat Olkuski, Woiwodschaft Kielce. 
Von 1945 bis 1975 gehörte Koryczany zur Woiwodschaft Krakau, ab 1975 zur Woiwodschaft Katowice, und zwar als ihre östlichste Ortschaft.